# Gloeoporus dimiticus
Gloeoporus dimiticus är en svampart som beskrevs av Corner 1989. Gloeoporus dimiticus ingår i släktet Gloeoporus och familjen Meruliaceae.   Inga underarter finns listade i Catalogue of Life.